# Pont Bolchoï Oboukhovski
Le pont Bolchoï Oboukhovski (en russe : Большой Обуховский мост, Bolchoï Oboukhovski most) est le pont le plus récent (si l'on ne tient pas compte du pont de l'Annonciation reconstruit en 2007) traversant le fleuve Neva à Saint-Pétersbourg, en Russie. C'est également le seul pont traversant la Neva qui ne soit pas un pont mobile. Il relie la perspective Oboukhovskaïa Oborona (avenue de la Défense d'Oboukhov) au quai Oktiabrskaïa (quai d'Octobre). Il s'agit d'un pont à haubans, dont les câbles de traction en acier sont l'élément clé pour soutenir la construction.

## Description
Le pont est situé dans une partie de la Neva qui est difficile à naviguer car, une fois passé le pont, le tracé du fleuve décrit une courbe. Les échangeurs sont situés au quai Oktiabrskaïa pour l'extrémité est et à la perspective Oboukhovskaïa Oborona pour l'extrémité ouest. Le premier est construit sur cette rive droite inoccupée, tandis que le second est complexe pour répondre aux exigences de conception qu'il pourrait être serré en minuscule parcelle de terrain entre les bâtiments résidentiels sur la rue Rabfak et la perspective Oboukhovskaïa Oborona. Il existe également une ligne de tramway et une ligne de chemin de fer de la gare d'Oboukhovo jusqu'aux aciéries Oboukhov. La longueur du canal de pontage est de 2 824 mètres, comprenant les 382 mètres pour la travée principale et les rampes. La hauteur de la travée principale est de 30 mètres.
La première partie du pont a été ouverte le 15 décembre 2004. Il compose une partie importante de la rocade de Saint-Pétersbourg. Pour la première fois dans l'histoire de Saint-Pétersbourg, le nom du pont a été choisi par référendum parmi les résidents de Saint-Pétersbourg et de l'oblast de Léningrad. L'un des noms proposés était le « pont Olga Bergholtz ». Le pont est nommé d'après l'okroug municipal Oboukhovski situé à proximité, considérant qu'il existe déjà le pont Oboukhov à Saint-Pétersbourg. Le 19 octobre 2007, un « pont jumeau » du pont Bolchoï Oboukhovski a été ouvert. Il s'agit de la seconde partie à quatre voies de celui-ci.